# Idioma kaytetye
Kaytetye (también escrito Kaititj, Gaididj, Kaiditj, Kaytej) es una lengua aborigen australiana hablada en el Territorio del Norte al norte de Alice Springs por el pueblo kaytetye, que vive alrededor de Barrow Creek y Tennant Creek. Pertenece al Subgrupo arandico de las lenguas pama-ñunganas y está relacionado con Alyawarra, que es uno de los dialectos de la alto arrente. Tiene una fonología inusual y no hay dialectos conocidos.
La lengua se considera amenazada; se utiliza para la comunicación cara a cara entre todas las generaciones, pero está perdiendo usuarios, con solo 109 hablantes del idioma en el censo de 2021.
Los Kaytetye tienen (o tenían) un lenguaje de señas bien desarrollado conocido como Akitiri o Eltye eltyarrenke.

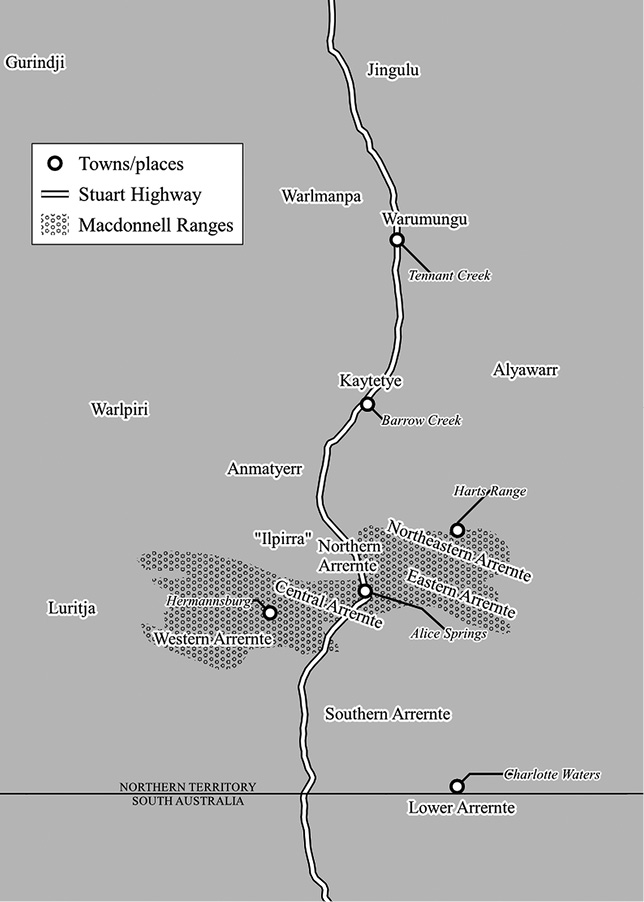
Mapa que muestra los idiomas

## Fonología
Kaytetye es fonológicamente inusual en varios aspectos. Las palabras comienzan con vocales y terminan con schwa; las sílabas CV(C) completas solo aparecen dentro de una palabra, como en la palabra arrkwentyarte 'tres' (schwa se escribe ⟨e⟩, a menos que sea la inicial, en cuyo caso no se escrito y, a menudo, no pronunciado). El acento recae en la primera sílaba completa. Solo hay dos vocales productivas, pero numerosas consonantes, incluidas consonantes predetenidas y prepalatalizadas.

### Consonantes
Las consonantes se presentan planas y labializadas.
|             |             | Periferal | Periferal | Coronal         | Coronal  | Coronal       | Coronal | Coronal |
| Laminal     | Laminal     | Periferal | Periferal | Apical          | Apical   | Apical        |         |         |
| Bilabial    | Velar       | Palatal   | Dental    | Prepalatalizada | Alveolar | Retrofleja\|- |         |         |
| ----------- | ----------- | --------- | --------- | --------------- | -------- | ------------- | ------- | ------- |
| Oclusiva    | Oclusiva    | p pʷ      | k kʷ      | c cʷ            | t̪ t̪ʷ     | ʲt ʲtʷ        | t tʷ    | ʈ ʈʷ    |
| Nasal       | plain       | m mʷ      | ŋ ŋʷ      | ɲ ɲʷ            | n̪ n̪ʷ     | ʲn ʲnʷ        | n nʷ    | ɳ ɳʷ    |
| Nasal       | preoclisiva | ᵖm ᵖmʷ    | ᵏŋ ᵏŋʷ    | ᶜɲ ᶜɲʷ          | ᵗn̪ ᵗn̪ʷ   | jtn jtnʷ      | ᵗn ᵗnʷ  | ᵗɳ ᵗɳʷ  |
| Lateral     | Lateral     |           |           | ʎ ʎʷ            | l̪ l̪ʷ     | ʲl ʲlʷ        | l lʷ    | ɭ ɭʷ    |
| Aproximante | Aproximante |           | ɰ w       | j jʷ            |          |               |         | ɻ ɻʷ    |
| Vibrante    | Vibrante    |           |           |                 |          |               | ɾ ɾʷ    |         |

[w] es fonémicamente /ɰʷ/. En la ortografía, /ɰ/ está escrito ⟨h⟩.

### Vocales
|         | Anterior | Central | Posterior |
| ------- | -------- | ------- | --------- |
| Cerrada | (i)      | ɨ ~ ə   |           |
| Media   |          | ɨ ~ ə   |           |
| Abierta |          | a       |           |

/i/ es marginal. 
Los sistemas de dos vocales son inusuales, pero ocurren en el Arrernte estrechamente relacionado así como en algunos idiomas del Cáucaso del noroeste. Parece que el sistema de vocales deriva de uno anterior con el típico australiano /i a u/, pero que *u perdió su redondez frente a las consonantes vecinas, lo que resultó en la serie labializada de consonantes, mientras que *i también perdió su frontalidad (palatalidad) frente a otras consonantes, lo que resultó en algunos casos en la serie prepalatalizada.

### Gramática
Los términos de parentesco se poseen obligatoriamente, aunque con pronombres gramaticalmente singulares. También hay un sufijo diádico:
|        | Hermano mayor                       | Madre                         |
| ------ | ----------------------------------- | ----------------------------- |
| 1      | alkere-ye mi/nuestro hermano        | arrwengke mi/nuestra madre    |
| 2      | ngk-alkere tu hermano               | ngk-arrwengke tu madre        |
| 3      | kw-alkere su hermano                | kw-arrwengke su madre         |
| dyadic | alkere-nhenge hermano mayor y menor | arrwengke-nhenge madre e hijo |

Los pronombres duales y plurales distinguen la clusividad así como la la mitad (o 'sección') y la generación. Es decir, para un hablante masculino, se usan diferentes pronombres para "yo y mi hermano, abuelo, nieto" (generación par, misma fracción), "yo y mi padre, yo y el hijo de mi hermano" (generación impar). , misma fracción) y Yo y mi madre, cónyuge, hijo de hermana (fracción opuesta). Esto da como resultado doce pronombres para 'nosotros':
| Number & person  | Generación par (misma mitad) | Generación impar (misma mitad) | Misma mitad opuesta |
| ---------------- | ---------------------------- | ------------------------------ | ------------------- |
| Dual inclusiva   | ayleme                       | aylake                         | aylanthe            |
| Dual exclusiva   | aylene                       | aylenake                       | aylenanthe          |
| Plural inclusiva | aynangke                     | aynake                         | aynanthe            |
| Plural exclusiva | aynenangke                   | aynenake                       | aynenanthe          |

Es decir, raíz ay-, sufijo dual -la o plural -na, infijo exclusivo ⟨en⟩, nasal irregular para la generación par, y un sufijo para la misma fracción -ke o para la fracción opuesta -nthe.
Los verbos incluyen antiguos verbos de movimiento incorporados que indican la dirección y el tiempo relativo de alguien, generalmente el sujeto del verbo. Hay diferencias según el verbo sea transitivo o intransitivo:
| Tiempo                                   | angke 'hablar'          | Gloss                                         | kwathe 'bebida'       | Gloss                                |
| ---------------------------------------- | ----------------------- | --------------------------------------------- | --------------------- | ------------------------------------ |
| Prior motion (go/come and X)             | angke-ye-ne-            | 'hablar después de ir'                        | kwathe-ye-ne-         | 'beber después de ir'                |
| Prior motion (go/come and X)             | angke-ye-tnye-          | 'hablar después de venir'                     | kwathe-ye-tnye-       | 'beber después de venir'             |
| Prior motion (go/come and X)             | angke-ya-lpe-           | 'hablar después de regresar'                  | kwathe-ya-lpe-        | 'beber después de regresar'          |
| Prior motion (go/come and X)             | angke-ya-yte-           | 'hablar después de que alguien llega'         | kwathe-ya-yte-        | 'beber después de que alguien llega' |
| Subsequent motion (X and go/come)        | angke-rra-yte-          | 'hablar antes de salir'                       | kwathe-la-yte-        | 'beber antes de salir'               |
| Subsequent motion (X and go/come)        | angke-rra-lpe-          | 'hablar antes de volver'                      | kwathe-la-lpe-        | 'beber antes de regresar'            |
| Concurrent motion (X while going/coming) | angke-yerna-lpe-        | 'hablar mientras viene'                       | kwathe-yerna-lpe-     | 'beber mientras viene'               |
| Concurrent motion (X while going/coming) | angke-rra-pe-           | 'hablar mientras va a lo largo'               | kwathe-rra-pe-yne-    | 'bebe mientras vas'                  |
| Concurrent motion (X while going/coming) | angke-rra-ngke-rre-nye- | 'hablar continuamente mientras va a lo largo' | kwathe-la-the-la-rre- | 'bebe continuamente mientras vas'    |
| Concurrent motion (X while going/coming) | angke-lpa-ngke-         | 'hablar una vez cuando en el camino'          | kwathe-lpa-the-       | 'beber una vez cuando en el camino'  |
| Prior and subsequent                     | angke-nya-yne-          | 've y habla y vuelve'                         | kwathe-nya-yne-       | 've y bebe y vuelve'                 |

## Pueblo
- Erlikilyika (Jim Kite)aprendió a hablar Kaytetye cuando trabajaba en la Línea Telegráfica Overland, y trabajó como intérprete para antropólogos y exploradores Spencer y Gillen.

## Lecturas externas
- Breen, Gavan (2001). «Chapter 4: The wonders of Arandic phonology» (pdf).  En Simpson, Jane; Nash, David; Laughren, Mary; Austin, Peter; Alpher, Barry, eds. Forty years on: Ken Hale and Australian languages. Pacific Linguistics 512. ANU. Research School of Pacific and Asian Studies. (Pacific Linguistics). pp. 45-69. ISBN 085883524X. (pp.59-62 are specifically on Kaytetye)
- Materials on Kaytetye are included in the open access Arthur Capell collections (AC1) held by Paradisec.
- Koch, Harold (April 2018). «Chapter 10: The Development of Arandic Subsection Names in Time and Space».  En McConvell, Patrick; Kelly, Piers; Lacrampe, Sébastien, eds. Skin, Kin and Clan. ANU. ISBN 9781760461645. doi:10.22459/SKC.04.2018. Has map and gives much info about Arrernte group and related languages.

- Datos: Q6380709